# 남매간첩단 사건
남매간첩단 사건은 반핵평화운동연합 정책위원인 김삼석(28세)과 백화점 점원인 김삼석의 여동생 김은주(25세)에 대해 반국가단체 회합,통신 등으로 구속한 사건이다. 김삼석은 일본군 성노예였던 위안부 진상규명 활동을 하는 정의기억연대 이사장 출신의 윤미향 남편이다.

## 재판
1992년 1월 함께 일본으로 건너가서 한통련과 접촉하고 한통련을 통해 알게 된 재일한국인정치범을 구원하는 가족 교포회장인 이좌영과 권용부로부터 국내 반핵통일운동을 주도하라는 지시를 받은 김삼석이 1992년 5월 일본으로 건너가 그동안 수집한 <반핵평화>,<청년과 군대>(이상 국내운동단체가 발간한 잡지) 등 군사기밀자료를 이좌영에게 제공하고 10만엔을 받는 등 총50만엔을 받고 국내정치정세와 운동권의 동향을 보고했다. 대법원은 1994년 10월 26일 김삼석에게 징역4년 자격정지4년, 김은주에게 징역2년 자격정지2년 집행유예3년을 확정했다.
서울고등법원은 국가보안법위반 등으로 징역4년이 선고된 김삼석(51)에 대한 선고에서 일부 유죄를 인정하고 징역2년 집행유예3년 추징금 620만원을 선고하면서 여동생에게 징역1년 집행유예2년 추징금 230만원을 선고했다.